# Коптевка (Саратовская область)
Коптевка — село в Ершовском районе Саратовской области России. Входит в состав Чапаевского муниципального образования.

## География
Село находится в восточной части Саратовской области, в степной зоне, в пределах Сыртовой равнины на правом берегу реки Миусс, на расстоянии примерно 33 километров (по прямой) к северо-западу от города Ершов, административного центра района. Абсолютная высота — 33 метра над уровнем моря.

## Население
| 2002 | 2010 |
| ---- | ---- |
| 141  | ↘87  |

Гендерный состав
По данным Всероссийской переписи населения 2010 года в гендерной структуре населения мужчины составляли 46 %, женщины — соответственно 54 %.
Национальный состав
Согласно результатам переписи 2002 года, в национальной структуре населения русские составляли 91 %.

## Улицы
Уличная сеть села состоит из двух улиц (ул. Заречная и ул. Чапаева).